# Stenotothorax hibernalis
Stenotothorax hibernalis är en skalbaggsart som beskrevs av Takeshiko Nakane och Tsukamoto 1956. Stenotothorax hibernalis ingår i släktet Stenotothorax och familjen Aphodiidae. Utöver nominatformen finns också underarten S. h. saghalinensis.